# 古斯塔夫·阿道夫教堂 (利物浦)
古斯塔夫·阿道夫教堂（英语：Gustav Adolf Church）或斯堪的纳维亚海员教会（Scandinavian Seamen's Church）位于英格兰利物浦公园巷。教堂建于1883年至1884年之间，为利物浦北欧社区的中心。教堂和附属的牧师楼于1975年列为II级*登录建筑。

## 历史
在19世纪后半叶，大量的斯堪的纳维亚移民经过利物浦，为服务他们的精神需求，第一位斯堪的纳维亚牧师在1870年上任。建造教堂委托给了W. D. Caroe，他的父亲 Anders Kruuse Caroe是丹麦驻利物浦领事。这是他首次独立设计一座教堂。建筑开始于1883年，第二年完成，耗资15,000英镑（相当于2021年的£1,660,000）。

## 建筑
该建筑用红砖建造，瓦屋顶，东南部有牧师楼。内部下层设有会议室、厨房、卧室、卫生间、淋浴、办公室和电视室。上层为教堂，堂内有罗伯特·安宁·贝尔的五个石膏浮雕，现在分开挂在教堂里。在教堂内也有两个雕塑，描绘基督和圣母。